# De Hollandsche Molen (Neede)
Net buiten Neede in de buurtschap Lochuizen staat De Hollandsche Molen. De molen zoals die er nu staat, is in gebruik genomen in januari 1927, nadat de standaardmolen die er stond op 10 augustus 1925 verwoest werd door de cycloon die ook Borculo zwaar heeft getroffen. De vereniging De Hollandsche Molen heeft, in samenwerking met het Nationaal Steuncomité "Stormramp", de bouw van de nieuwe molen verzorgd. De nieuwe molen is vernoemd naar de vereniging die de bouw mogelijk heeft gemaakt.
De molen is in 1998/1999 gerestaureerd.
De Hollandsche Molen is een rond stenen stellingmolen met als functie korenmolen.
De molen is dankzij vrijwillige molenaars nog steeds regelmatig in bedrijf.
- Rijksmonument: 30325
- Virtual International Authority File: 213363403